# کاتسوهیکو چیکاموری
کاتسوهیکو چیکاموری (انگلیسی: Katsuhiko Chikamori؛ زادهٔ ۲۴ سپتامبر ۱۹۴۵) بازیکن هندبال اهل ژاپن بود.